# رويسة قسمين (اللاذقية)
رويسة قسمين وهي قرية صغيرة تقع إلى شمال شرق مدينة اللاذقية على بعد 19 كم عنها. وهي تنتمي إداريا إلى بلدية قسمين، تحيط بالقرية قرى قسمين والكنيسات ومزارع الجريمقية وخرصبو وقلعة السريان.
تقع القرية في نقطة مرتفعة من هضبة قسمين, بحيث يمكن للمرء أن يشاهد منها كل من جبل الأقرع وسلسلة الجبال الساحلية وقمة النبي يونس والبحر وجزء من مدينة اللاذقية.
تتمتع قرية رويسة قسمين بطبيعة تمتزج فيها زرقة المياه في البحيرات السبع مع الجبال والغابات الخضراء التي تكسوها أشجار الصنوبر والسنديان والبلوط وغيرها.
يزيد عدد سكانها عن ال 1500 نسمة ينتمون إلى عائلات آل حاتم والسيد وديبة وبيشاني وجبيلي وقاسم، إلا أن معظمهم يعيش في المدينة أو في بلاد الاغتراب.

## أشهر معالم القرية
من أشهر المعالم بالإضافة للطبيعة الجبلية الساحلية هو وجود متحف الدكتور فواز الأزكي للجيولوجيا  حيث تم إنشاءه هذا المتحف بجهد شخصي من قبل عالم الجيولوجيا فواز الأزكي.
يوجد في القرية مستوصف صحي ومدرسة تعليم أساسي وثانوية كما يوجد فيها مقر بلدية قسمين، كما يوجد في القرية نبع ماء عذب يعود للفترة الرومانية.
تعتبر القرية وتخومها مقصداً لهواة مراقبة الحيوانات ومراقبة الطيور فهناك العديد من الحيوانات البرية في تعيش في براري القرية. فيمكن للمرء أن يرقب حيوانات الارنب والسنجاب وابن عرس وابن آوى والثعابين والسحالي بالإضافة إلى إمكانية تواجد الخنازير البرية والضباع والتي يعتقد أنها اختفت من المنطقة.
أما الطيور فهي كثيرة ويصعب حصرها نظرا لانتشار الغابات وقرب القرية الشديد من بحيرة سد 16 تشرين إلا أن المرء يمكن ملاحظة طيور البط والإوز ومالك الحزين ونقار الخشب وعصفور الدوري والصقور والغراب والبوم والبلابل والشحارير والسمن.